# Kuźnica (Chotów)
Kuźnica – przysiółek wsi Chotów w Polsce położony w województwie świętokrzyskim, w powiecie włoszczowskim, w gminie Krasocin.
W latach 1975–1998 przysiółek administracyjnie należał do województwa kieleckiego.